# Distretto di Santa Cruz (Ica)
Il distretto di Santa Cruz  è uno dei cinque distretti della provincia di Palpa, in Perù. Si trova nella regione di Ica e si estende su una superficie di 255,70  chilometri quadrati.